# Тотя-де-Хурезань
Тотя-де-Хурезань, Тотя-де-Хурезані (рум. Totea de Hurezani) — село у повіті Горж в Румунії. Входить до складу комуни Хурезань.
Село розташоване на відстані 200 км на захід від Бухареста, 36 км на південний схід від Тиргу-Жіу, 57 км на північ від Крайови.

## Населення
За даними перепису населення 2002 року у селі проживали 293 особи, усі — румуни. Усі жителі села рідною мовою назвали румунську.